# Frederick George Jackson

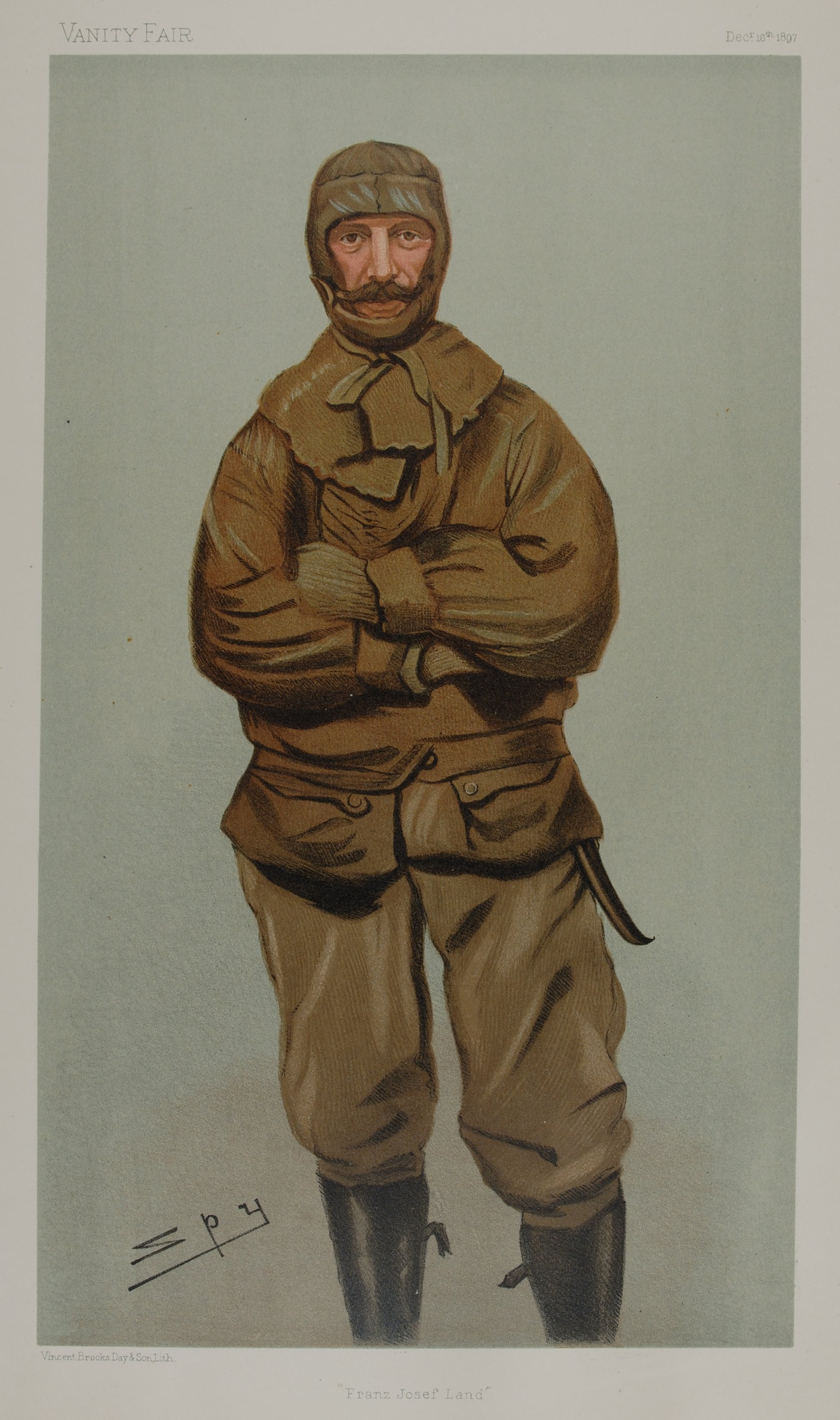
Frederick George Jackson op 37-jarige leeftijd. Portret door Leslie Ward, 1897

Frederick George Jackson (Alcester, 6 maart 1860 – 13 maart 1938) was een Brits poolonderzoeker die leiding gaf aan de Jackson-Harmsworth Expeditie die werd gesponsord door de Britse Royal Geographical Society. De expeditie had tot doel Frans Jozefland te verkennen. Gedurende deze expeditie troffen Jackson en zijn mannen op 17 juni 1896 de Noorse poolonderzoeker Fridtjof Nansen en zijn metgezel Hjalmar Johansen die al drie jaar vermist werden en waarvan vermoed werd dat zij overleden waren. De twee Noren probeerden Spitsbergen te bereiken per kajak. Jackson vertelde hen dat ze in werkelijkheid op Frans Jozefland waren. Met behulp van Jackson konden Nansen en Johansen op 7 augustus huiswaarts keren aan boord van het schip Windward. Jackson en zijn bemanning overwinterden in hun kamp zoals gepland. De Jackson-Harmsworth expeditie bewees dat Frans Jozefland niet meer omvatte dan een archipel van kleine eilanden. Jackson plantte in 1897 de Britse vlag op Kaap Mary Harmsworth nadat hij vanaf Kaap Flora (Northbrook) naar het noordwesten was gevaren. Kaap Mary Harmsworth is vernoemd naar de vrouw van een van de voornaamste financiers van Jacksons expeditie, Alfred Harmsworth.
Als erkenning voor zijn diensten werd Jackson geridderd in de Noorse Orde van Sint Olaf in 1898 en ontving hij de gouden medaille van de Parijse Geografische Vereniging. Het verslag van zijn belevenissen werd gepubliceerd onder de titel Duizend dagen in het Noordpoolgebied (1899).
Jackson diende in Zuid-Afrika gedurende de Tweede Boerenoorlog alwaar hij de rang van kapitein verwierf. Gedurende de Eerste Wereldoorlog werd hij bevorderd tot majoor. Hij verliet het leger in 1917. 
Ook maakte Jackson een reis door de Australische woestijnen.
Hij is begraven op het kerkhof van de St Michael and St Mary Magdalene in Easthampstead (Berkshire). In de kerk is een herinneringsplaquette te vinden.Op deze plaquette staat:

In memory of

Frederick George Jackson

Major. East Surrey Regiment

Commander of the Jackson-Harmsworth

polar expedition. 1894-1897.

He discovered. mapped. and named

the greater part of Franz Joseph Land

and rescued Dr Nansen.

Died 13 March 1938 aged 78 years
Sans Peur et Sans Reproche
His memorial is in St Pauls Cathedral.

His grave is in this churchyard.
R.I.P.